# Antigua Atenas

La Atenas antigua o antigua Atenas (griego antiguo: Ἀθῆναι [romanización: Athḗnai]; griego moderno: Αθήνα, [romanización: Athína]; latín: Athenae) está situada en una península que estuvo ya habitada en el Neolítico. En la Edad del Bronce formó parte de la cultura micénica. Tras un proceso de sinecismo en el que se unificó toda la región del Ática en torno a la ciudad de Atenas, su importancia fue incrementándose paulatinamente a lo largo de la época arcaica. La culminación de su larga y fascinante historia llegó en el periodo clásico, especialmente durante el siglo V a. C. bajo el arcontado de Pericles, cuando sus valores y su civilización se extendieron más allá de los límites geográficos de la ciudad y se hicieron universales. El pensamiento político, el teatro, las artes, la filosofía, la ciencia, la arquitectura y muchos otros aspectos del pensamiento llegaron a su épico apogeo en una coincidencia temporal; con una plenitud intelectual únicas en la historia de la humanidad. Su acrópolis fue uno de los principales centros religiosos helénicos y principal exponente de su riqueza artística. A partir del periodo helenístico, el auge de Macedonia primero y de la Roma republicana después hizo que perdiera poder político, aunque continuó siendo un gran centro intelectual durante gran parte de este período.

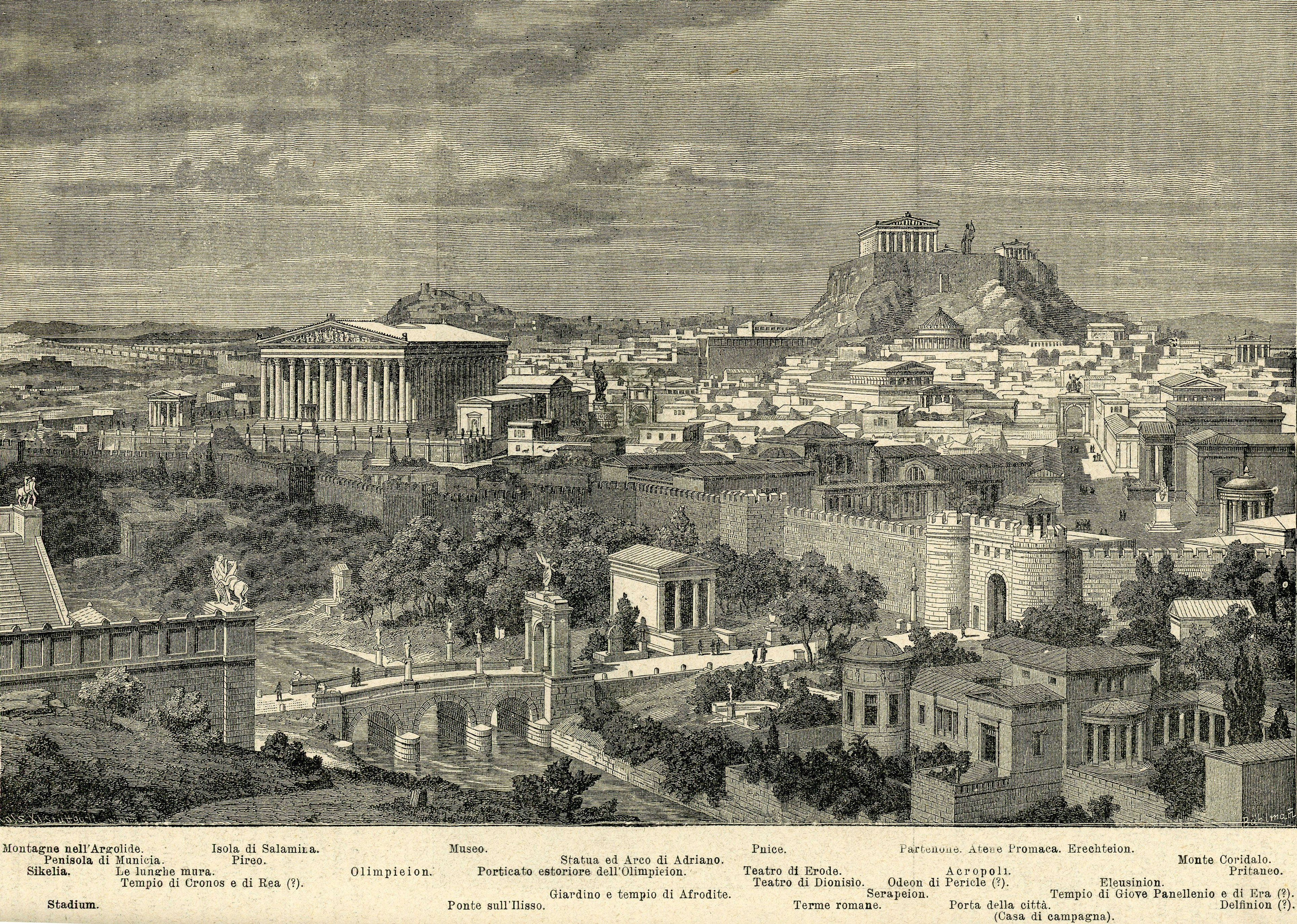
Dibujo de de una reconstrucción de la antigua Atenas (1897).

## Orígenes

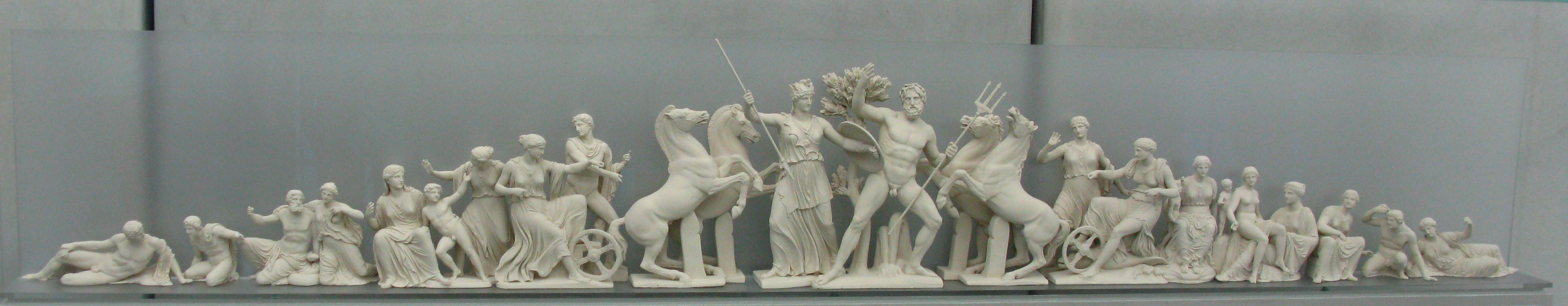
Reconstrucción del frontón occidental del Partenón que simboliza la disputa entre Atenea y Poseidón.

### Nombre
Athḗnai (Ἀθῆναι), nombre antiguo de la ciudad, es una forma plural, un fenómeno similar al de otras ciudades griegas como Tebas (Θῆβαι, Thêbai) y Micenas (Μυκῆναι Μukênai), si bien en algunos textos antiguos aparece en singular como Ἀθήνη (Athḗnē). Es posible que en este, como en los demás casos, refleje un pasado de sinecismo, mitificado en la historia de la federalización del Ática atribuida a Teseo. El origen es probablemente no indoeuropeo, quizás una supervivencia de la población prehelénica del Ática a juzgar por el tema pre griego *-ān-. La relación del nombre de la ciudad con Atenea, su diosa protectora, ha sido debatida desde la Antigüedad, actualmente el consenso es que la diosa tomó su nombre de la ciudad, pues el elemento final ḗnē (ήνη) es propio de los topónimos y raro en los nombres propios.
La diosa Atenea (en ático Ἀθηνᾶ, Athēnâ; en jónico Ἀθήνη, Athḗnē; y en dórico Ἀθάνα, Athā́nā) era probablemente la diosa protectora del Palacio y del rey, aparece en una inscripción en lineal B de Cnossos como 𐀀𐀲𐀙𐀡𐀴𐀛𐀊 a-ta-na po-ti-ni-ja /Athana potnia/ es decir : "La Señora Atena" o bien "La Señora de Atenas". Una tablilla en lineal A, escrita en el lenguaje minoico, menciona a a-ta-no-dju-wa-ja que puede significar "Atenea de Zeus" o, mejor, "Divina Atenea" (aunque no todos están de acuerdo con esta interpretación). Lo cierto es que al tratarse de un nombre prehelénico, es difícil de traducir. Se ha intentado relacionarlo con la diosa semítica Anat y con la egipcia Neit.

### Neolítico
Los primeros habitantes se establecieron en la llanura ateniense, al pie de la Acrópolis, atraídos por los manantiales y cursos de agua. Un fenómeno similar tuvo lugar en el resto del Ática. La llanura ateniense estaba bordeada por macizos montañosos calcáreos elevados: el Parnés (1413 m), el Pentélico (1106 m), el Himeto (1037 m), al norte y al este. Estaba limitada al oeste por las colinas del Egaleo, que la separaban de la llanura de Eleusis y recorrida por la «espina dorsal» formada por la Acrópolis (157 m), el Licabeto (277 m) y el Anquesmo.
Atenas comienza su historia en el Neolítico como un baluarte sobre la Acrópolis (“ciudad alta”), en algún momento durante el tercer milenio a. C. La Acrópolis es una posición defensiva natural que se eleva sobre la planicie circundante. El asentamiento distaba unos 20 km del mar, del golfo Sarónico, en el centro de la Planicie Cefisia, una zona fértil rodeada por ríos. Limitaba al este con el monte Himeto, y al norte con el monte Pentélico.
Durante la Antigüedad, el río Cefiso fluía a través de la ciudad y ésta ocupaba un área pequeña comparada con la extensa metrópoli de la actual ciudad. La antigua ciudad amurallada, comprendía un área de unos dos kilómetros de longitud de este a oeste y algo menos de norte a sur, aunque en su momento más brillante, tenía suburbios que se extendían fuera de las murallas. La Acrópolis estaba situada al sur en el centro de esa área amurallada. El Ágora, el centro comercial y social de la ciudad, estaba a unos 400 metros de la Acrópolis, en lo que es hoy el barrio Monastiraki. La colina Pnyx, donde se reunía la Asamblea ateniense, estaba en la parte ponentina de la ciudad.
Uno de los lugares religiosos más importantes de Atenas era el templo de Atenea, conocido hoy en día como el Partenón, situado en la parte superior de la Acrópolis, donde aún existen sus evocadoras ruinas. Otros dos lugares religiosos importantes, el templo de Hefesto (que aún permanece casi intacto) y el templo de Zeus Olímpico u Olimpeion (fue el mayor templo de Grecia, pero ahora está en ruinas) también estaban dentro de las murallas.
En su época de mayor esplendor, en los siglos V y IV a. C., Atenas y sus suburbios tenían una población de unos 300.000 habitantes. De esos, muchos eran esclavos o residentes extranjeros, conocidos como metecos, que no disfrutaban de derechos políticos pero sí se beneficiaban de garantías en el plano judicial y pagaban un impuesto especial: el μeτoíkoν (metoíkion). Quizá solamente el 1 o el 2 % de la población estaba compuesto por ciudadanos masculinos adultos, que pudieran votar en la asamblea y ser elegidos. La población de Atenas comenzó a disminuir tras la guerra del Peloponeso.

### Micénico
Para el año 1400 a. C., la acrópolis se había convertido en un centro poderoso de la civilización micénica. A diferencia de otros centros micénicos como Micenas y Pilos, Atenas no fue saqueada y abandonada en los tiempos de la invasión dórica de 1200 a. C., y los atenienses siempre mantuvieron que ellos eran jónicos puros sin contener elementos dóricos. Sin embargo, Atenas perdió la mayor parte de su poder, convirtiéndose de nuevo en una pequeña fortaleza.

### Edad del Hierro y Reino de Atenas
En el siglo VIII a. C., Atenas había emergido de nuevo, gracias a su posición central en el mundo griego, su seguro emplazamiento sobre la Acrópolis y sus accesos al mar, lo que le proporcionaba una ventaja natural sobre rivales potenciales como Tebas y Esparta. Durante el primer milenio, Atenas fue una ciudad-estado independiente, gobernada primero por reyes (véase la Lista de reyes de Atenas). Los reyes pertenecían a la clase más poderosa, la de los propietarios de tierras, la "aristocracia", conocidos como los Eupátridas (los "bien-nacidos"), cuyo instrumento de gobierno era un Consejo, que se reunía en la colina de Ares, llamado el Areópago.
Durante este período, Atenas consiguió poner bajo su gobierno a las otras ciudades de la Ática. Este proceso de sinoikismos –proporcionar juntos un hogar– creó el mayor y más próspero Estado de la península griega, pero también creó una gran cantidad de gente excluida por la nobleza de la vida política. Durante el siglo VII a. C. se produjeron revueltas bastante generalizadas y el Areópago nombró al legislador Dracón para establecer un código legal más estricto (de ahí “draconiano”). Cuando esto también falló, nombraron a Solón con el mandato de crear una nueva constitución (594 a. C.).

## Reforma y democracia
Las reformas de Solón incidieron en la política y la economía. El poder económico de los Eupátridas se redujo aboliendo la esclavitud como un castigo por deudas, partiendo las grandes propiedades y liberando las transacciones comerciales, lo cual produjo el nacimiento de una próspera clase comercial urbana. Políticamente, Solón dividió a los atenienses en cuatro clases, basadas en su economía y en su capacidad para hacer el servicio militar. La clase más pobre, los thetes, que constituían la mayoría de la población, recibieron por primera vez derechos políticos, pudiendo votar en la ἐκκλησία (ĕkklēsía, “asamblea”), pero sólo las clases superiores podían ser oficiales políticos. El Areópago continuó existiendo pero con poderes reducidos.

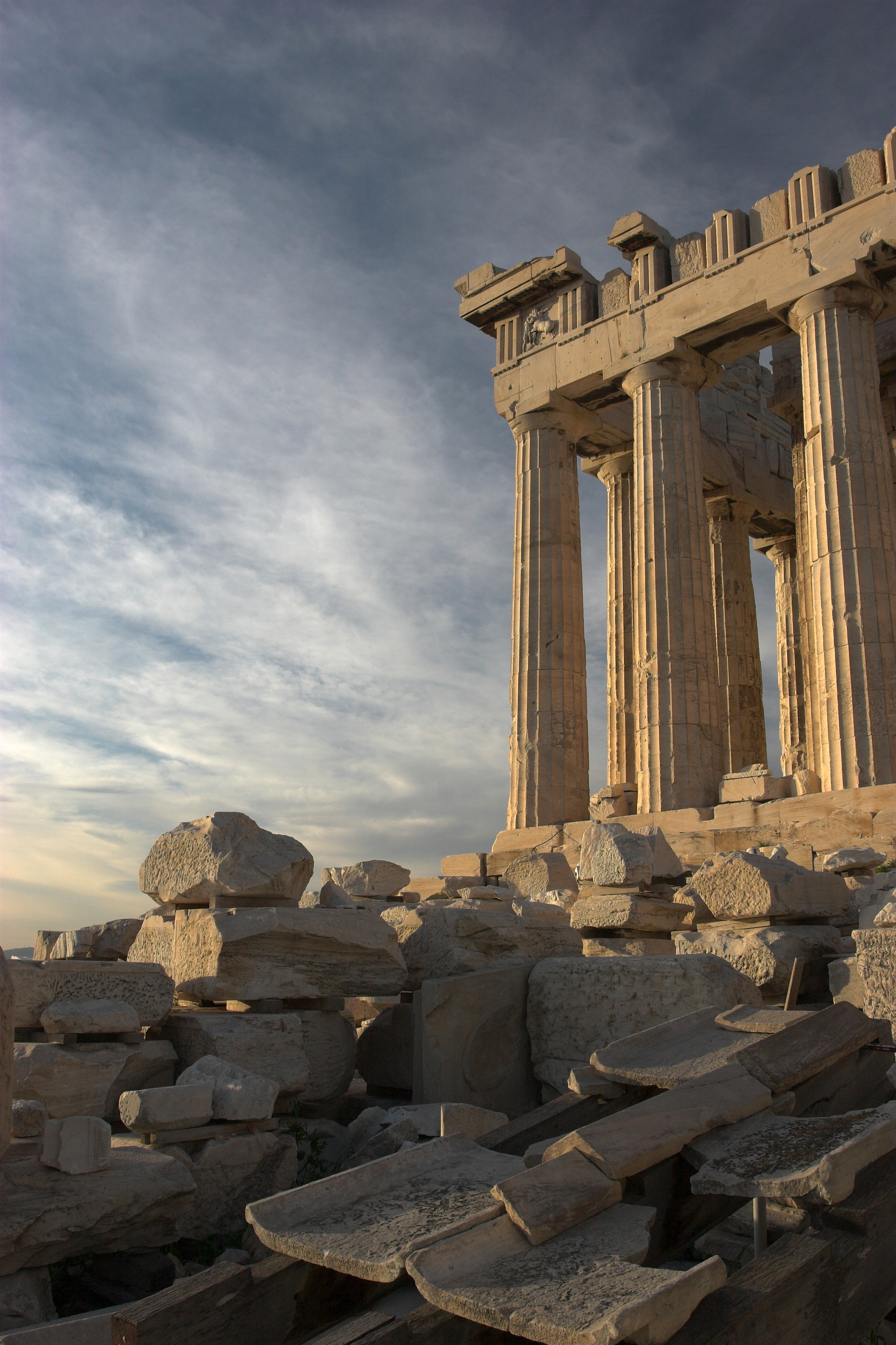
El Partenón y los restos de la Acrópolis, vestigios de la Atenas antigua.

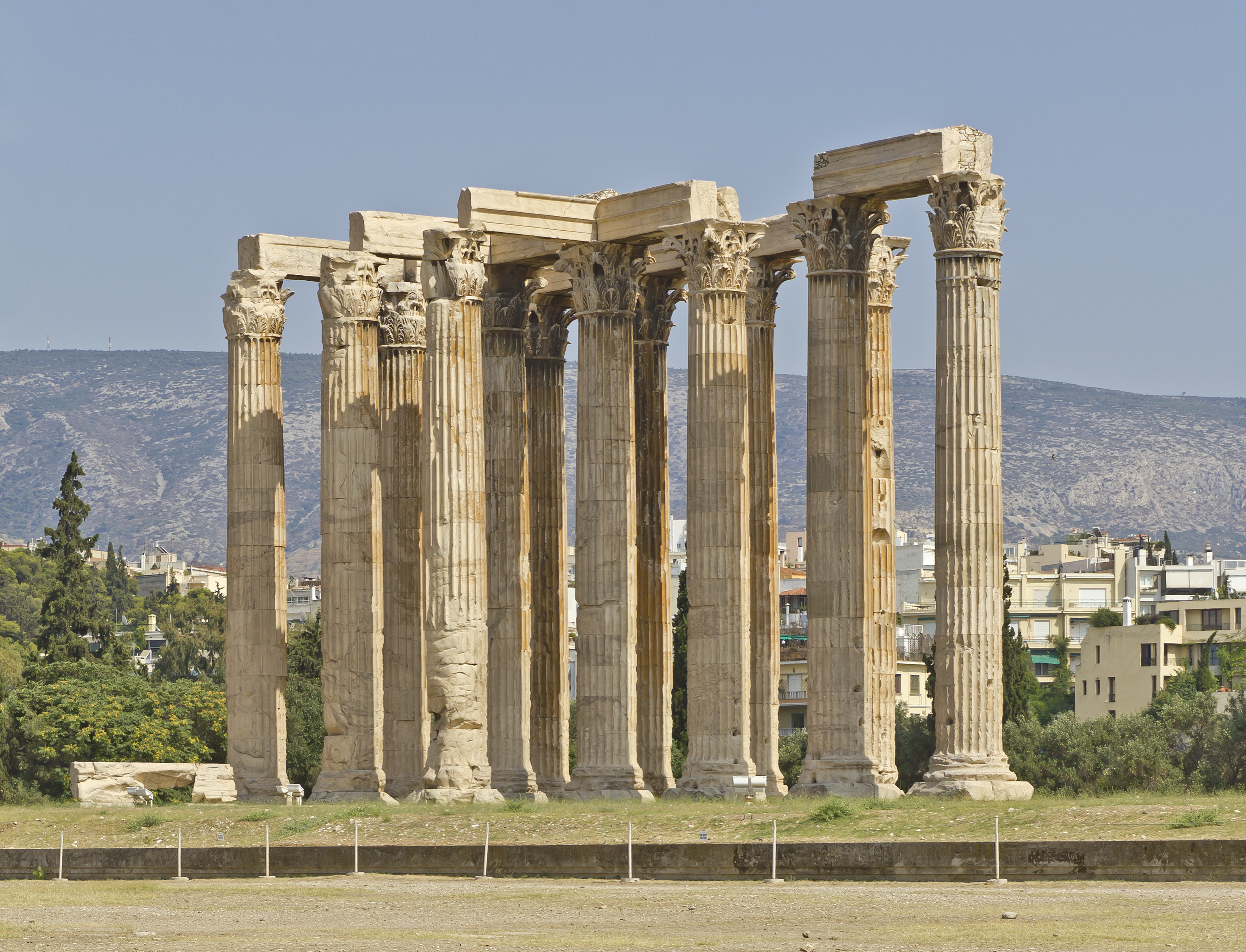
Ruinas del Templo de Zeus Olímpico.

El nuevo sistema creó los fundamentos de lo que se convertiría en la democracia ateniense, pero al principio falló en su cometido de evitar los conflictos de clase y después de 20 años de revueltas, el partido popular liderado por Pisístrato, un primo de Solón, se hizo con el poder (541 a. C.). A Pisistrato se le denomina normalmente como tirano, pero en griego la palabra tirano no tiene el significado de gobernante cruel y despótico, sino del que se hace con el poder mediante la fuerza. Pisístrato, de hecho fue un gobernante muy popular, que convirtió Atenas en rica, poderosa y en un centro de la cultura, y fundó la supremacía naval ateniense en el mar Egeo y más allá. Preservó la constitución de Solón, pero asegurando que él y su familia retenían todo el poder del estado.
Pisístrato murió en 527 y le sucedieron sus hijos Hipias e Hiparco. Tenían menos seguidores y en 514 fue asesinado Hiparco después de una disputa privada sobre un joven. Esto indujo a Hipias a establecer una dictadura, que se hizo impopular y fue depuesto en 510 a. C. con la ayuda del ejército espartano. Le sucedió un aristócrata de política radical, Clístenes, que fue quien estableció la democracia.
Las reformas de Clístenes reemplazaron las cuatro “tribus” (phylai) por diez nuevas, que tomaron el nombre de héroes legendarios, estas nuevas tribus no tenían una base clasista: de hecho eran electorados. Cada tribu estaba dividida en tres tritias y cada tritía en una o más demos, dependiendo de la población de estas. Las demos se convirtieron en la base del gobierno local. Cada tribu elegía cincuenta miembros para la Boulé, un consejo que gobernaba Atenas en el quehacer diario. La Asamblea estaba abierta a todos los ciudadanos y era, a la vez, corte legislativa y corte suprema, excepto en los casos de asesinato y de asuntos religiosos, que quedaron como las únicas funciones del Areópago. La mayoría de los oficiales militares eran cubiertos por lotes, aunque los estrategos (generales) eran elegidos, por razones obvias. Este sistema permaneció estable y, con breves interrupciones, siguió en uso durante más de 500 años, hasta la época romana, mucho más tiempo del que ha sobrevivido cualquier democracia moderna.

## Atenas clásica

### Historia militar

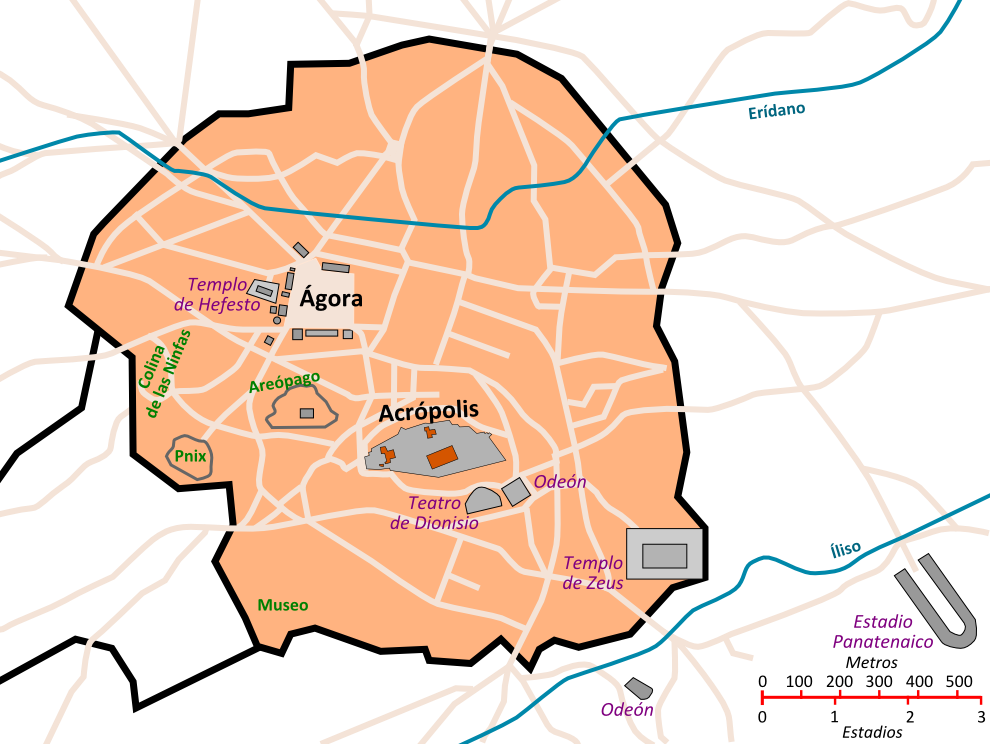
Plano de Atenas alrededor del 430 a. C.

Antes del encumbramiento de Atenas, Esparta se consideraba líder de los griegos (hegemonía). En 499 a. C., Atenas envió tropas en ayuda de los griegos jonios del Asia Menor, que se habían rebelado contra el Imperio persa (ver Revuelta jónica). Esto provoca dos invasiones persas de Grecia, que fueron rechazadas bajo el mando de los estadistas-soldados Milcíades el Joven y Temístocles (ver guerras médicas). En 490 los atenienses rechazaron la primera invasión de los persas, comandados por el rey aqueménida Darío I en la batalla de Maratón.
En 480 los persas regresan bajo el mando de Jerjes I. Los persas deben atravesar un estrecho paso para alcanzar Atenas. Se hace una llamada de ayuda a Esparta por medio de un atleta corredor. Los espartanos estaban en mitad de un festival religioso y sólo pueden enviar trescientos hombres. Los 300 y sus seis mil aliados bloquean el pasaje a los 200 000 hombres de Jerjes en la batalla de las Termópilas. Lo consiguen durante tres días, mientras los atenienses arman sus barcos y derrotan a la flota más numerosa de los persas en la batalla de Salamina. Es interesante observar que Jerjes había construido un trono en la isla de Salamina para ver la derrota de los griegos. En vez de eso los persas fueron expulsados y la hegemonía de Esparta pasa a Atenas y es esta ciudad-estado la que prosigue la guerra en Asia Menor. Esas victorias permitieron que se formase la Confederación de Delos uniendo las diversas partes de Grecia en una alianza bajo el liderazgo de Atenas.

### Artistas y filósofos

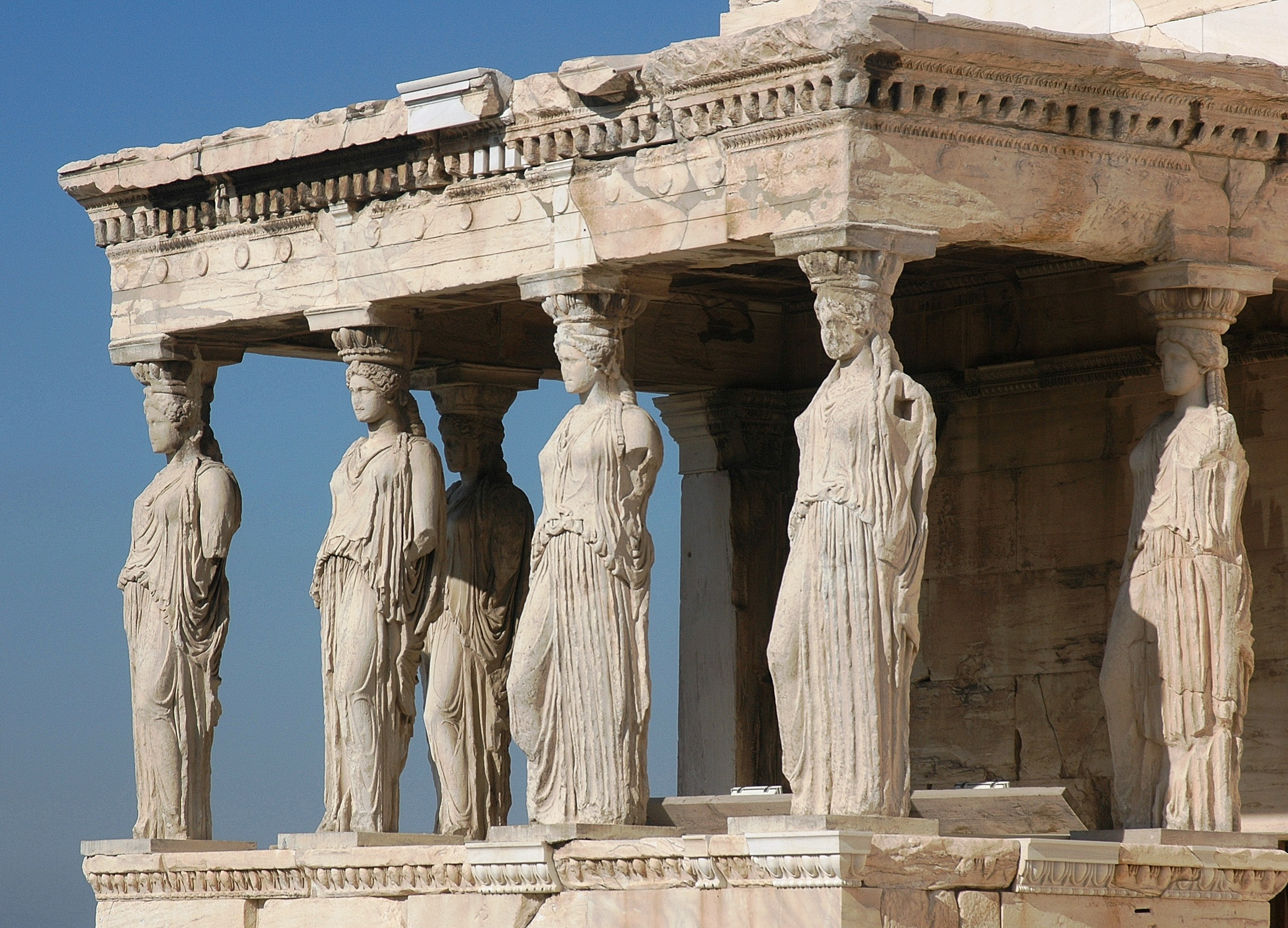
Las Cariátides de la Acrópolis.

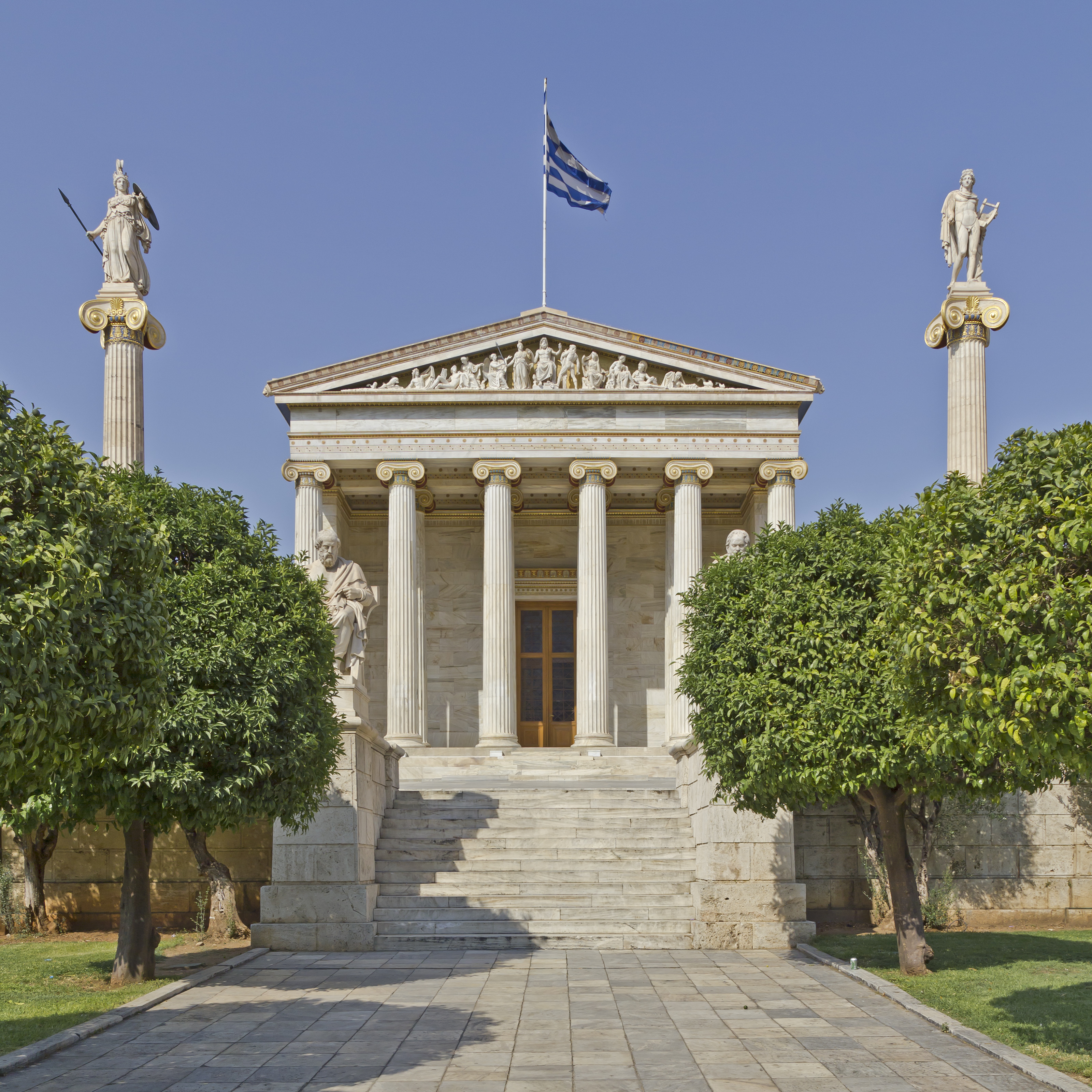
La Academia Nacional en Atenas, con Apolo y Atenea en sus columnas, y Sócrates y Platón sentados al frente.

El siglo V a. C. 500-401 a. C., marca el cénit de Atenas como centro de la literatura, la filosofía y las artes. Algunas de las figuras más importantes de la historia cultural e intelectual occidental vivieron en Atenas durante ese período: Esquilo, Aristófanes, Eurípides y Sófocles (dramaturgos); Sócrates, Platón y Aristóteles (filósofos); Heródoto, Tucídides y Jenofonte (historiadores); el poeta Simónides de Ceos y el escultor Fidias. El gobernante de ese período era Pericles, que usó los impuestos pagados por la Liga de Delos para construir el Partenón y otros grandes monumentos de la Atenas clásica. La ciudad se convirtió, en palabras de Pericles, en “la escuela de Hellás (Grecia)”.

### Ciudadanos y no ciudadanos en Atenas
Los ciudadanos eran sólo los hombres libres nacidos de padre y madre ateniense mayores de veintiún años. También cobraba importancia la fortuna, ya que el ciudadano debía estar disponible para brindar servicios al estado. En total eran cerca de 40 000 (180 000 con sus familias) en una población de 400-450 000 almas en torno al 430 a. C. El resto de la población no eran considerados ciudadanos.
Los metecos o extranjeros (70 000), eran hombres libres que vivían en Atenas y el Ática pero provenían de polis vecinas. Podían dedicarse al comercio, la artesanía o al ejército. Estos debían pagar más impuestos.
En el último grupo social estaban los esclavos. Eran el grupo más numeroso de la población (150-200.000). No obstante, carecían de cualquier derecho. Realizaban las tareas más pesadas como las tareas agrícolas, las domésticas, las artesanales y las mineras.
Las clases sociales se dividían por quién votaba y quién no. Solamente los hombres atenienses votaban; no mujeres, no esclavos y no niños.

### Guerra del Peloponeso
El resentimiento de otras ciudades por la hegemonía de Atenas, llevó a la guerra del Peloponeso en 431 a. C. Se enfrentaron los atenienses y su imperio marítimo contra una coalición de estados liderados por Esparta. Este conflicto marcó el final de la gloria ateniense y el inicio de Esparta como el mayor poder de Grecia, momento en el cual se instauró el gobierno de los «Treinta Tiranos».

### Golpe de Estado de 411a.C.
La democracia fue derogada mediante un golpe de Estado en el 411 a. C., debido al mal manejo de la guerra, pero fue rápidamente restaurada. La guerra terminó con la completa derrota de los atenienses en 404 a. C. En 403 a. C. Trasíbulo volvió a instaurar la democracia y se declaró una amnistía.

### Guerra de Corinto
Durante el siglo IV a. C., Atenas volvió a tener algo de su poderío anterior, restableciendo una nueva Confederación de Delos. Sus antiguos aliados pronto se volvieron contra Esparta. Argos, Tebas y Corinto se aliaron a Atenas y lucharon contra Esparta en la no decisoria guerra de Corinto (395 a. C.-387 a. C.). Finalmente Tebas derrota a Esparta en 371 en la batalla de Leuctra. Luego las ciudades griegas (incluyendo a Atenas y Esparta) se vuelven contra Tebas, cuya dominación finaliza en la batalla de Mantinea (362 a. C.) con la muerte de su genial líder militar Epaminondas.

### Atenas bajo Macedonia
A mediados del siglo IV a. C., el reino griego de Macedonia en el norte, se hizo el protagonista de los asuntos atenienses, a pesar de las advertencias de Demóstenes, el último gran estadista de la Atenas independiente. En 338 a. C. los ejércitos de Filipo II de Macedonia derrotaron a las otras ciudades griegas en la batalla de Queronea y destruyeron la independencia ateniense. Posteriormente, las conquistas de su hijo, Alejandro Magno, ampliaron el horizonte griego e hicieron obsoletas las polis griegas. Atenas continuó siendo una ciudad rica con una vida cultural brillante, pero sin independencia. En el siglo II a. C., después de 200 años de supremacía macedónica, Grecia se diluyó en el seno de la República romana.

### Agricultura
La economía rural ateniense se sustentaba en la granja familiar. La guerra del Peloponeso provocó una decadencia de la agricultura ateniense, pero esta se recuperó rápidamente. El reparto de la tierra en el siglo IV a. C. entre grandes propietarios rentistas, propietarios medianos y pequeñas granjas de subsistencia se mantuvo estable respecto a la distribución existente del siglo anterior, una vez que se habían superado los efectos de la guerra.

## Atenas romana

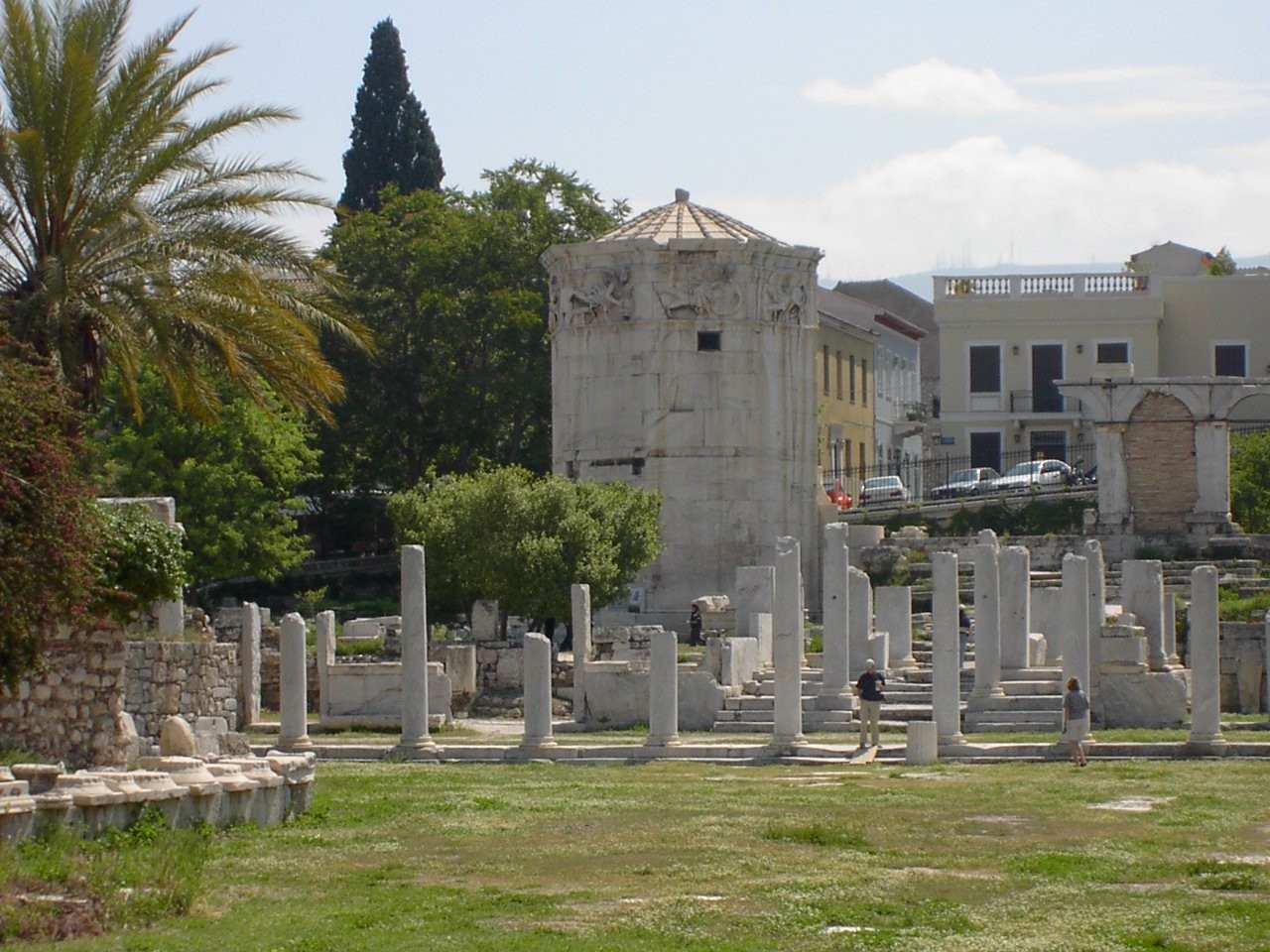
Las ruinas del ágora romana, el segundo centro comercial de la Atenas antigua.

Atenas disfrutó bajo Roma el estatus de ciudad libre, debido a la admiración que dispensaban los romanos a sus escuelas. Varios emperadores romanos construyeron entre otras muchas cosas, una biblioteca, un gimnasio, un pequeño templo en la Acrópolis, el templo de Zeus Olímpico y un acueducto que aún sigue en uso.
Atenas siguió siendo un centro del conocimiento y filosófico durante los 500 años de dominio romano, apadrinado por emperadores como Nerón y Adriano. Sin embargo, la conversión al cristianismo del Imperio romano eliminó el papel de la ciudad como centro de enseñanza pagano, por lo que el emperador Justiniano mandó cerrar las escuelas de filosofía en el año 529, fecha considerada generalmente como el fin de la historia antigua de Atenas.